# Amelichloa
Genre
Amelichloa  est un genre de plantes monocotylédones de la famille des Poaceae (graminées), sous-famille des Pooideae, originaire d'Amérique, qui comprend cinq espèces.
Ce genre, créé en 2006, regroupe des espèces de la tribu des Stipeae, dont trois étaient précédemment rattachés au genre Stipa.
Ce sont des plantes herbacées vivaces, cespiteuses, aux tiges dressées non ramifiées, aux inflorescences en panicules. Elle se caractérisent entre autres par l'extrémité aiguë et lignifiée de leurs feuilles, qui les font rejeter par le bétail. 

## Liste d'espèces
Selon Tropicos (3 juillet 2017) (Attention liste brute contenant possiblement des synonymes) :
- Amelichloa ambigua (Speg.) Arriaga & Barkworth
- Amelichloa brachychaeta (Godr.) Arriaga & Barkworth
- Amelichloa brevipes (E. Desv.) Arriaga & Barkworth
- Amelichloa caudata (Trin.) Arriaga & Barkworth
- Amelichloa clandestina (Hack.) Arriaga & Barkworth